# MV Lady Denman
Pour les articles homonymes, voir Denman.
Le MV Lady Denman (anciennement SS Lady Denman) est un ancien ferry du port de Sydney (Port Jackson) construit en 1912 pour la Balmain New Ferry Company. Il a ensuite été exploité par Sydney Ferries Limited (en) et ses successeurs gouvernementaux. Il est maintenant conservé au Jervis Bay Maritime Museum près de son site de construction d'origine à Huskisson en Nouvelle-Galles du Sud.

## Contexte
Lady Denman et quatre ferries similaires, Lady Chelmsford (1910), Lady Edeline (1913), Lady Ferguson (1914) et Lady Scott (1914), formaient une nouvelle série de "Lady-class", conçue par le célèbre architecte naval Walter Reeks (en). Les cinq ont survécu à l'ouverture en 1932 du Harbour Bridge et ont tous été convertis au diesel au cours de cette décennie. Ils ont également survécu à la prise de contrôle par le Gouvernement de Nouvelle-Galles du Sud en 1951 de la flotte de ferry en difficulté. Lady Denman a été retiré du service de ferry en 1979 et a fait un don pour sa conservation. C'est le dernier ferry en bois à double extrémité existant, un type qui était autrefois prolifique sur le port de Sydney.
Lady Denman a été nommée en l'honneur de Gertrude Denman, épouse du cinquième gouverneur général d'Australie Thomas Denman.

## Conception et construction
Comme la plupart des ferries du port de Sydney à l'époque, Lady Denman et ses quatre sœurs étaient des bateaux à vapeur à double hélice, une seule hélice à chaque extrémité qui poussait les navires dans un sens et les tirait dans l'autre. La coque de Lady Denman et de Lady Scott, ont été construites par Joseph Dent Limited sur les rives du ruisseau Currambene à Huskisson à partir de bois local usiné à la scierie de Dent. La coque a été lancée le 5 décembre 1911, puis a flotté à Sydney pour l'installation des machines et les travaux de superstructures.
Lady Denman a deux ponts passagers avec deux timoneries sur son pont promenade, et la salle des machines en coque. Le ferry était équipé de toilettes et de sièges à lattes en bois. Le pont principal comportait à l'origine un salon pour femmes. Ses moteurs d'origine étaient des moteurs à vapeur de 38 cv de Chapman and Co Ltd, ce qui la poussait à 10 nœuds.

## Préservation

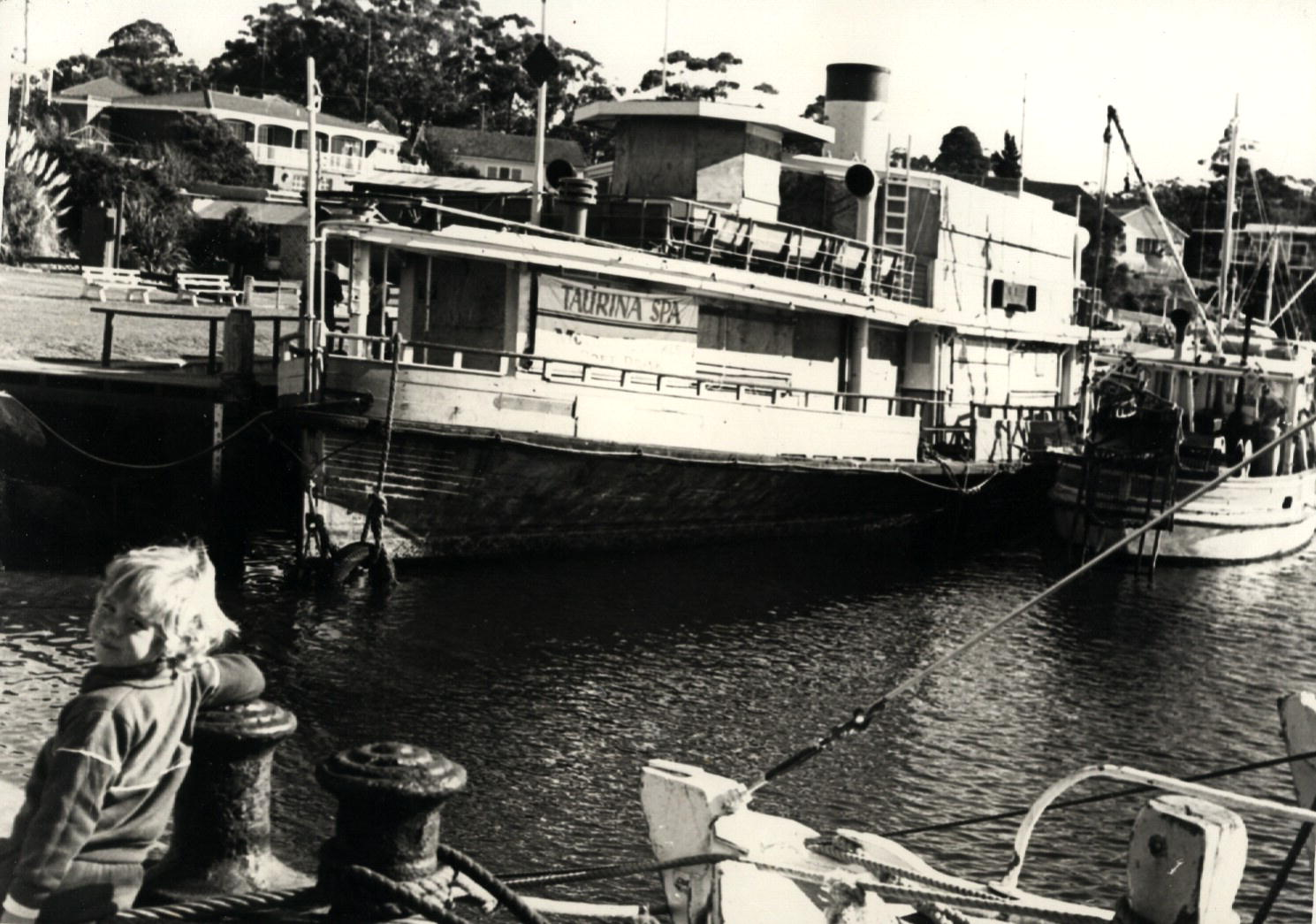
Le ferry de Sydney LADY DENMAN arrive à Huskisson 1981. Archives de la ville de Sydney, consultées le 7 juin 2020,

Lady Denman a été retiré du service de ferry en 1979 après l'introduction cette année-là de la nouvelle Lady-class. Sa dernière course était le 14 juin 1979. Un groupe de Huskisson, dirigé par le député de John Hatton a convaincu la Commission des transports publics de faire don du derry comme pièce de musée à exposer à Huskisson. Il a été remorqué hors du port de Sydney par HMAS Snipe le 3 janvier 1980, mais a été rapidement endommagé par une mer agitée et a dû faire demi-tour. Une deuxième tentative a été faite le 1er juin 1981 jusqu'à baie de Jervis, en face de l'endroit où elle avait été construite.
Le 3 avril 1983, le navire a été transporté à terre jusqu'à son dernier lieu de repos très proche de l'endroit où il avait été construit et les travaux de restauration ont commencé. Grâce à une subvention du gouvernement fédéral de 1,4 million de dollars, le 3 décembre 1988, le musée maritime Lady Denman (renommé depuis Jervis Bay Maritime Museum) a ouvert ses portes. Une cale sèche a été construite et un canal a été creusé à l'endroit où le navire était posé, à une courte distance et bien hors de l'eau. Le musée est divisé en trois sections, chacune avec ses propres ouvertures officielles. L'olympienne Dawn Fraser a ouvert le musée d'histoire locale, le marin Kay Cottee a ouvert le musée des sciences et de la mer et Marjorie Timbery a ouvert le Timbery’s Aboriginal Workshop.

### Registre du patrimoine de Nouvelle-Galles du Sud
Le MV Lady Denman a été inscrit au New South Wales State Heritage Register (en) le 9 novembre 2001 après avoir satisfait aux critères suivants .
Le navire est un rare exemple survivant du type caractéristique de ferry-boat qui a servi le port de Sydney pendant plus d'un siècle. Il s'agit de l'un des deux seuls ferries traditionnels en bois du port intérieur de Sydney qui subsistent. C'est également un rare exemple survivant du travail de conception de Walter Reeks, un architecte naval australien innovant et pionnier. Étant le dernier ferry construit à Huskisson, il est fortement associé à la ville en tant que lieu de fabrication et un bel exemple de l'industrie de la construction navale en bois, en plus d'être une relique importante de la côte sud et de l'industrie de la construction navale familiale en bois.

## Galerie

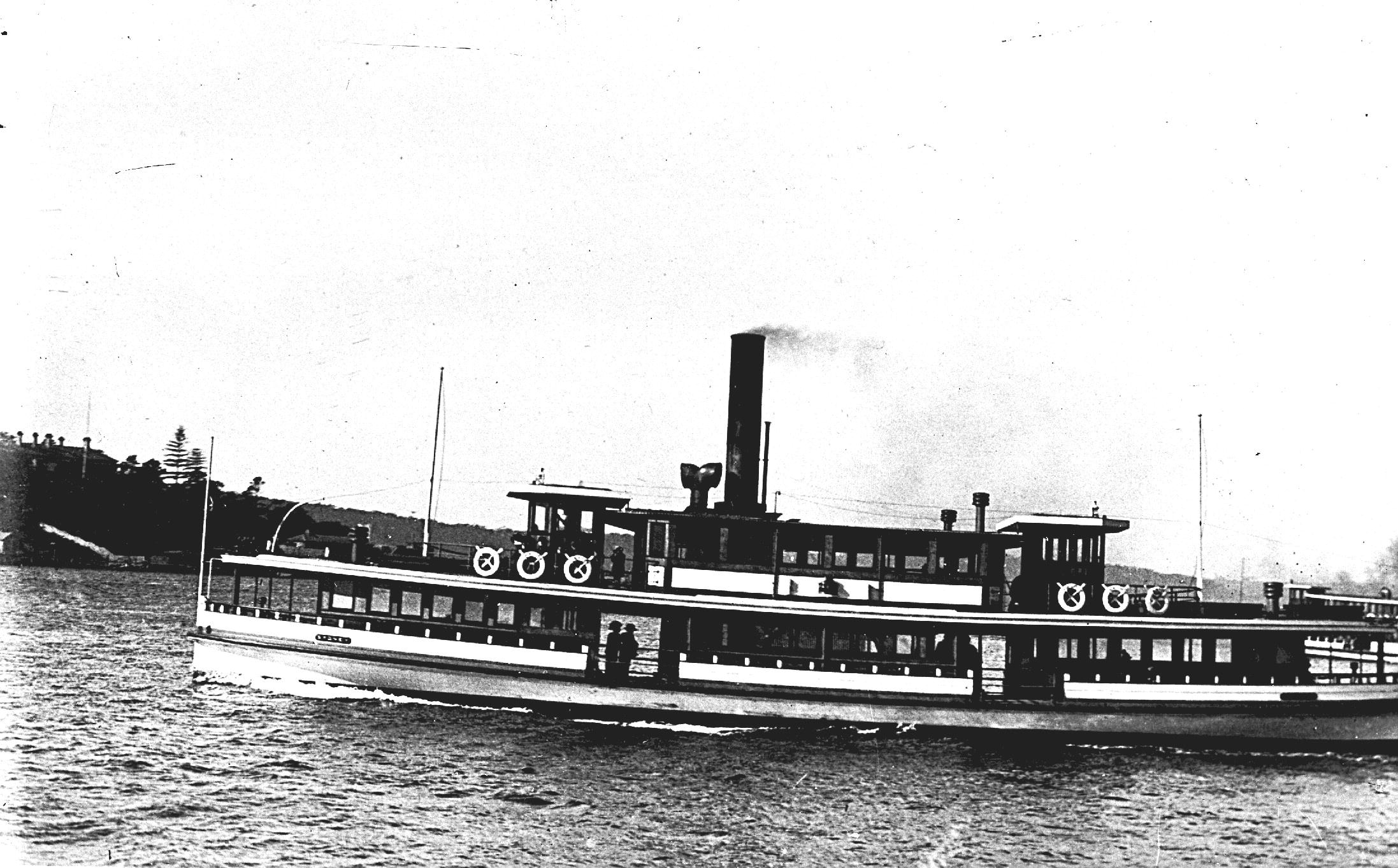
Le ferry en 1920
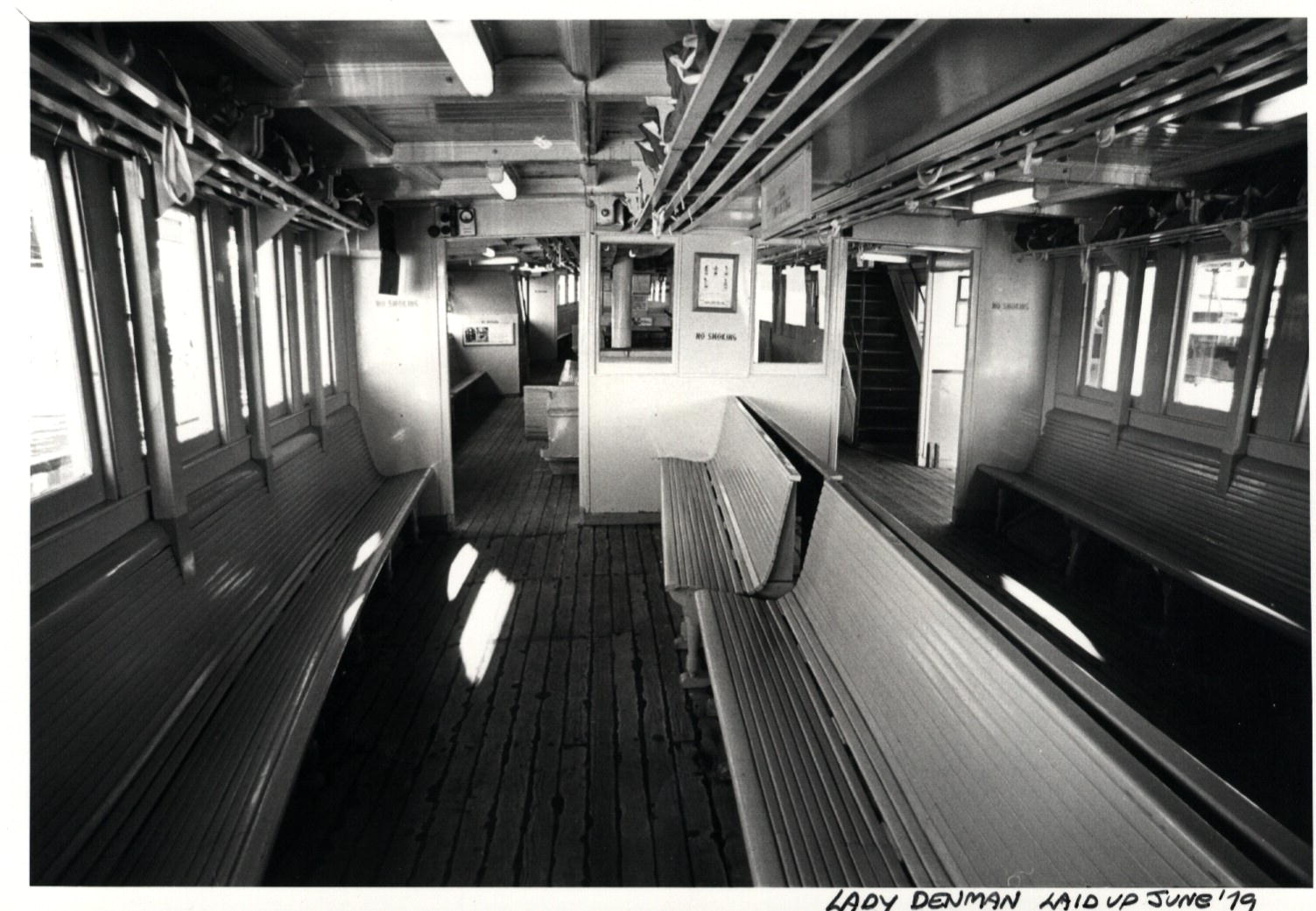
Cabine intérieure
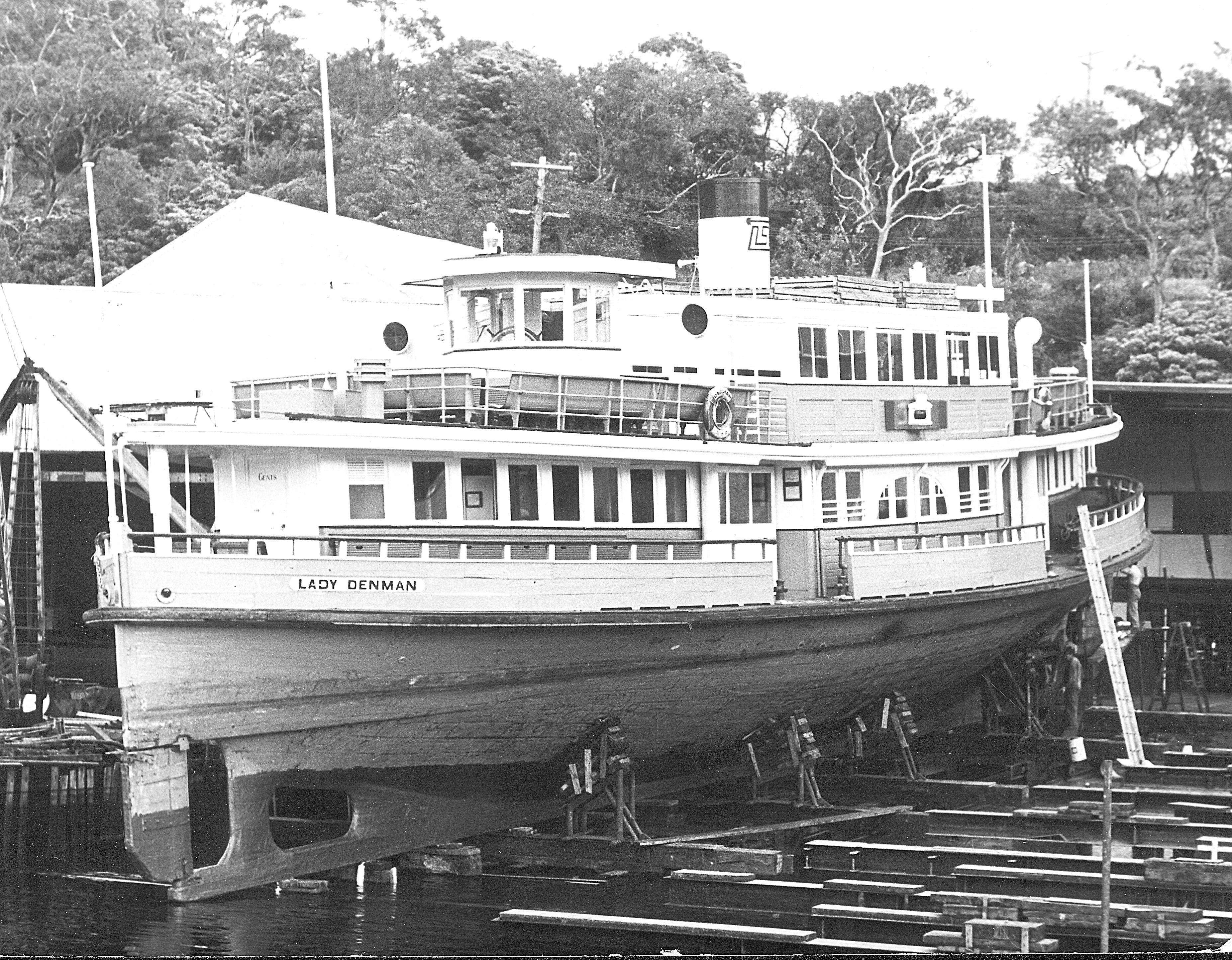
Lady Denman en 1975